# Estadio Nacional de las Islas Cook
El Estadio Nacional de las Islas Cook (en inglés: National Stadium también llamado Avarua National Stadium) es un estadio de usos múltiples en Avarua, en el estado libre asociado de las Islas Cook un territorio dependiente de Nueva Zelanda. Actualmente se utiliza principalmente para partidos de rugby y fútbol. El estadio tiene capacidad para 3.000 personas y fue construido entre los años 1984 y 1985. El estadio es administrado por la Junta de Fideicomiso del Estadio Nacional compuesta por individuos de la CISNOC, el sector privado y el Gobierno. El Consejo Fiduciario del Estadio emplea un gerente a tiempo completo, el Sr. Rae Dyer. Es el estadio sede habitual del equipo de fútbol "nacional" de las Islas Cook.